# Calamus viridispinus
Calamus viridispinus är en enhjärtbladig växtart som beskrevs av Odoardo Beccari. Calamus viridispinus ingår i släktet Calamus och familjen Arecaceae.

## Underarter
Arten delas in i följande underarter:
- C. v. sumatranus
- C. v. viridispinus